# Le Journal d'une femme de chambre
Pour les articles homonymes, voir Le Journal d'une femme de chambre (homonymie).
Le Journal d’une femme de chambre est un roman français d'Octave Mirbeau, paru chez Charpentier-Fasquelle en juillet 1900. Quatre adaptations en ont été faites au cinéma et plusieurs adaptations au théâtre, en France et à l'étranger.

## Le roman

### De la crise à l’affaire Dreyfus
Une première version a été publiée en feuilleton dans L'Écho de Paris, du 20 octobre 1891 au 26 avril 1892, alors que le romancier traverse une grave crise morale et littéraire et néglige de peaufiner ses feuilletons pour les publier en volume. Une deuxième version, fortement remaniée, a paru dans la dreyfusarde Revue blanche au cours de l’hiver 1900.
La forme du journal, qui permet la juxtaposition des séquences, le passage constant du présent au passé au gré des souvenirs, et le mélange des tons et des genres, contribue à rompre avec la linéarité du roman traditionnel, avec la priorité de l’intrigue et surtout avec la prétendue objectivité des romans qui se veulent réalistes.

### La pourriture des nantis

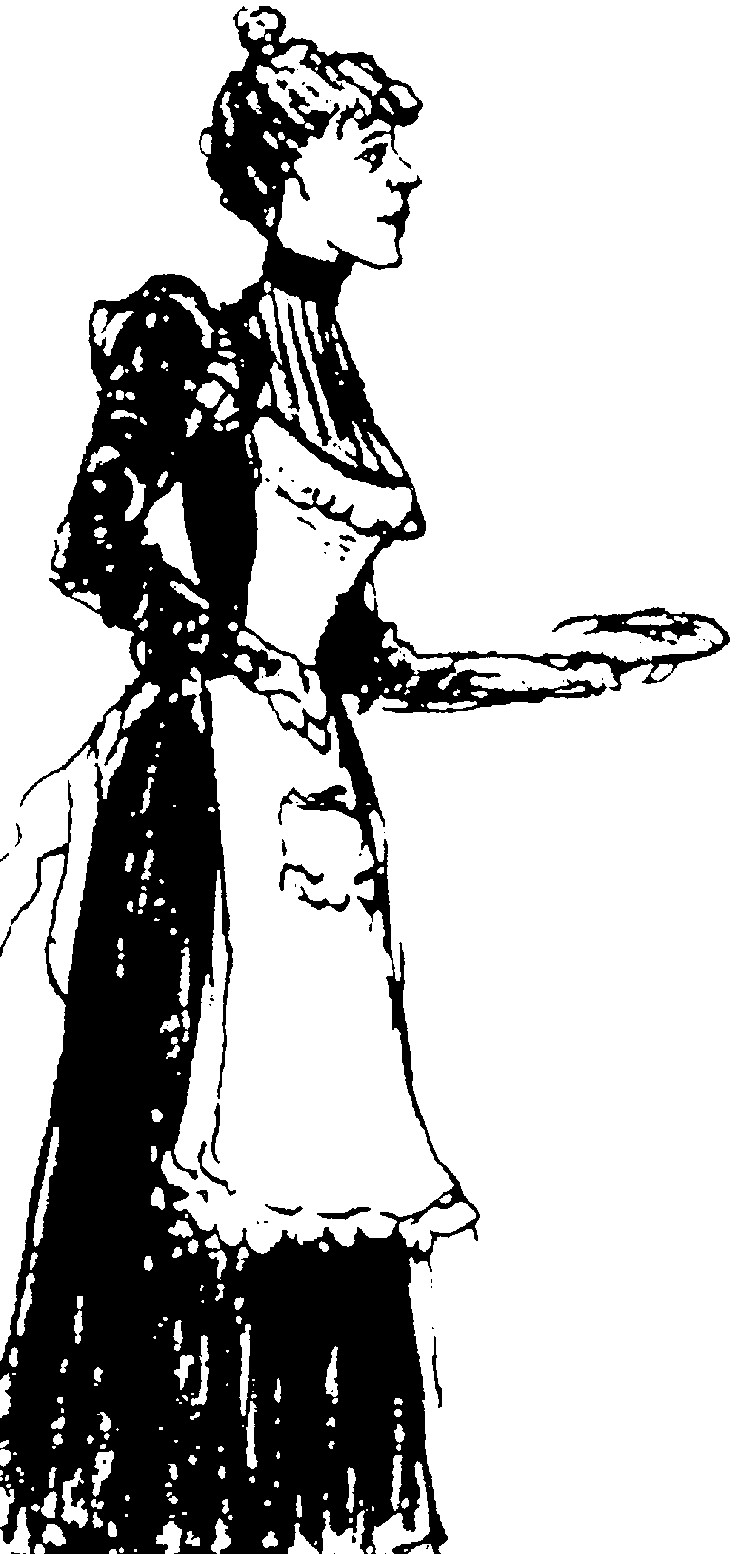
Célestine, vue par Octave Mirbeau.

Mirbeau donne la parole à une soubrette, Célestine, ce qui est déjà subversif en soi, et, à travers son regard qui perçoit le monde par le trou de la serrure, il nous fait découvrir les nauséabonds dessous du « beau monde », les « bosses morales » des classes dominantes et les turpitudes de la société bourgeoise qu’il pourfend. Échouée dans un bourg normand, chez les Lanlaire, au patronyme grotesque, qui doivent leur richesse injustifiable aux filouteries de leurs « honorables » parents respectifs, Célestine évoque, au fil de ses souvenirs, toutes les places qu’elle a faites depuis des années, dans les maisons les plus huppées, et en tire une conclusion que le lecteur est invité à faire sienne : 

« Si infâmes que soient les canailles, ils ne le sont jamais autant que les honnêtes gens. »

### L’enfer social

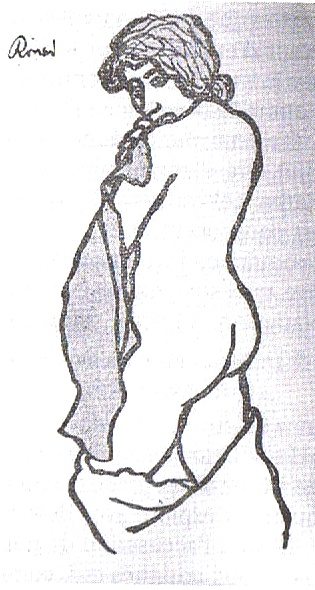
Célestine vue par Josef Rippl-Ronaï, La Revue blanche, 15 janvier 1900.

Le récit, éminemment démythificateur, constitue une manière d’exploration pédagogique de l’enfer social, où règne la loi du plus fort, à peine camouflée par les grimaces des nantis. Forme moderne de l’esclavage, la condition des domestiques et « gens de maison », comme on disait, est dénoncée par la chambrière, que le romancier dote d’une lucidité impitoyable : 

« On prétend qu’il n’y a plus d’esclavage… Ah ! voilà une bonne blague, par exemple… Et les domestiques, que sont-ils donc, sinon des esclaves ?… Esclaves de fait, avec tout ce que l’esclavage comporte de vileté morale, d'inévitable corruption, de révolte engendreuse de haines. »

Le domestique est un être « disparate », « un monstrueux hybride humain », qui « n’est plus du peuple, d’où il sort », sans être pour autant « de la bourgeoisie où il vit et où il tend. » Si tous les serfs des temps modernes sont condamnés à l’instabilité, à la surexploitation et à de perpétuelles humiliations, les femmes de chambre sont de surcroît traitées comme des prostituées, ce qui est souvent le premier pas vers ce milieu.
Mais Mirbeau ne nourrit pour autant aucune illusion sur les capacités de révolte de la gent domestique, qui est aliénée idéologiquement et presque toujours corrompue par ses maîtres : après avoir refusé la place de servante-maîtresse que lui propose le grotesque capitaine Mauger, Célestine, malgré sa lucidité et son dégoût, finit par devenir maîtresse à son tour et part houspiller ses bonnes, dans « le petit café » de Cherbourg où elle a suivi le jardinier-cocher Joseph, antisémite et sadique, enrichi par le vol audacieux de l’argenterie des Lanlaire, et dont elle s’est persuadée qu’il a violé et assassiné une petite fille…

### La nausée
Au-delà de cette révolte, sans lendemain, contre un ordre social hypocrite et injuste, le journal de la chambrière témoigne d’un écœurement existentiel qui est celui du romancier. Mirbeau s’emploie en effet à susciter chez nous une véritable nausée et met en lumière le tragique de la condition humaine en peignant la vie quotidienne dans tout ce qu’elle a de vide, de vulgaire et de sordide.
Mais, par la magie du style et grâce au secours des mots, qui nous vengent de tous nos maux, le roman-exutoire se révèle paradoxalement tonique et jubilatoire et la nausée apparaît comme la condition d’une élévation.

## Adaptations du roman

### Au cinéma
Le Journal d'une femme de chambre a été porté quatre fois à l’écran :
- en 1916, en Russie, par Mikhaïl Martov, sous le titre Dnevnik gornitchnoi (Дневник горничной) ;
- en 1946, par Jean Renoir, aux États-Unis et en anglais, sous le titre Diary of a Chambermaid, avec Paulette Goddard et Burgess Meredith ;
- en 1964 et en français, Le Journal d'une femme de chambre, par l’Espagnol Luis Buñuel, avec Jeanne Moreau, Georges Géret et Michel Piccoli dans les rôles principaux. Il s’agit, dans les deux derniers cas, de très libres adaptations du roman, celle de Jean Renoir étant particulièrement infidèle ;
- en mars 2015, une quatrième adaptation, due à Benoît Jacquot, achevée en septembre 2014, avec Léa Seydoux et Vincent Lindon dans les deux rôles principaux.

### Au théâtre

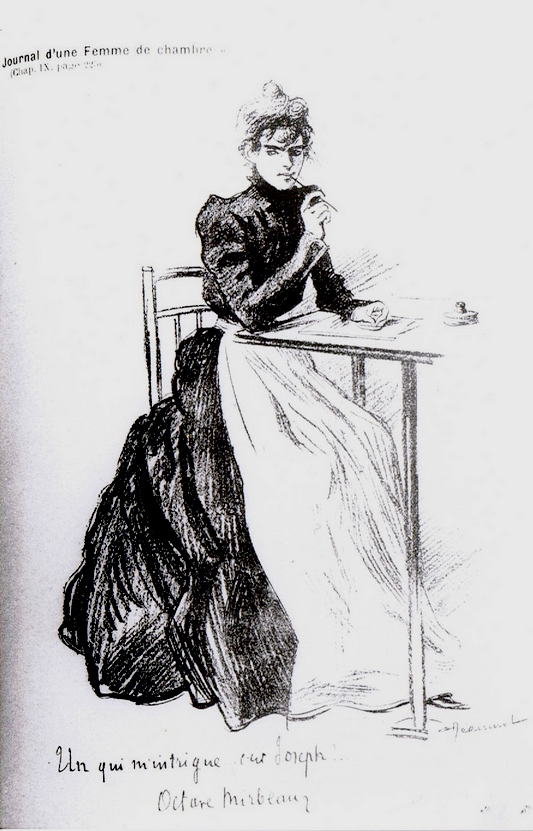
Célestine vue par Pierre Georges Jeanniot, Le Cri de Paris, 18 novembre 1900.

Le roman, qui se prête à la théâtralisation, a également donné lieu, à travers le monde, à des quantités d’adaptations théâtrales dans toutes sortes de langues, le plus souvent en « seule en scène » (one woman show) : plus de quarante ont pu être comptabilisées depuis 1990. La plus célèbre, et qui a tourné le plus longtemps, à partir de 1982, est celle de Jacques Destoop, avec Geneviève Fontanel dans le rôle de Célestine.
De 2007 à 2009, Karine Ventalon interprète la pièce au théâtre le Guichet Montparnasse à Paris (Gaieté), dans une mise en scène de William Malatrat et une adaptation de Virginie Mopin. Ce spectacle a été repris depuis 2014 d'abord au Tremplin théâtre à Paris (Abbesses) puis au Pixel Théâtre. Karine Ventalon obtient le « P'tits Molières 2015 de la meilleure comédienne dans un 1er rôle » et le spectacle est nommé dans la catégorie « meilleur seul-en-scène ». À partir de décembre 2016 et jusqu'en mars 2017 le spectacle est joué à La Folie Théâtre (Paris 11) et bénéficie du soutien de la Société Octave Mirbeau.

## Réception critique
En 1900, lors de la parution, la critique réagit de manière scandalisée. 

## Citations
« … cette tristesse et ce comique d’être un homme. Tristesse qui fait rire, comique qui fait pleurer les âmes hautes. »

« Ce n’est pas de ma faute si les âmes, dont on arrache les voiles et qu’on montre à nu, exhalent une si forte odeur de pourriture. »

« Ah ! ceux qui ne perçoivent, des êtres humains, que l’apparence et que, seules, les formes extérieures éblouissent, ne peuvent pas se douter de ce que le beau monde, de ce que la haute société est sale et pourrie. »

« Ah ! dans les cabinets de toilette, comme les masques tombent !… Comme s’effritent et se lézardent les façades les plus orgueilleuses !… »

« Si infâmes que soient les canailles, ils ne le sont jamais autant que les honnêtes gens. »

« D'être domestique, on a ça dans le sang… »

« L'idée de la mort, la présence de la mort aux lits de luxure, est une terrible, une mystérieuse excitation à la volupté. »

« Chez moi, tout crime - le meurtre principalement – a des correspondances secrètes avec l’amour… Eh bien, oui, là !… un beau crime m’empoigne comme un beau mâle… »

« L'adoration du million !… C'est un sentiment bas, commun non seulement aux bourgeois, mais à la plupart d'entre nous, les petits, les humbles, les sans le sou de ce monde. »